# Universiade d'été de 1963
Navigation
Édition précédente Édition suivante
La 3e Universiade d'été, compétition internationale universitaire multi-sports, s'est déroulée à Porto Alegre au Brésil. 713 athlètes issus de 27 nations ont pris part aux différentes épreuves. Cette édition marquait la première fois que la Jamaïque et Trinité-et-Tobago participaient à l'Universiade d'été après avoir fait partie des Antilles britanniques lors des éditions de 1959 et 1961. Cette édition a également marqué la première fois que l'Afrique du Sud n'était pas présente à l'Universiade d'été en raison de l'apartheid.

## Tableau des médailles
| Rang | Pays                 | Médaille d'or | Médaille d'argent | Médaille de bronze | Total |
| 1    | Union soviétique     | 19            | 12                | 3                  | 34    |
| 2    | Hongrie              | 18            | 13                | 6                  | 37    |
| 3    | Allemagne de l'Ouest | 10            | 11                | 14                 | 34    |
| 4    | Japon                | 9             | 3                 | 6                  | 18    |
| 5    | Royaume-Uni          | 4             | 6                 | 3                  | 13    |
| 6    | Italie               | 3             | 5                 | 10                 | 18    |
| 7    | Pologne              | 2             | 1                 | 0                  | 3     |
| 8    | Brésil               | 2             | 0                 | 9                  | 11    |
| 9    | France               | 1             | 6                 | 3                  | 10    |
| 10   | Cuba                 | 1             | 2                 | 5                  | 8     |
| 11   | Tchécoslovaquie      | 1             | 2                 | 0                  | 3     |
| 12   | Pérou                | 0             | 1                 | 2                  | 3     |
| 12   | Espagne              | 0             | 1                 | 2                  | 3     |
| 14   | Pays-Bas             | 0             | 1                 | 1                  | 2     |
| 14   | Suisse               | 0             | 1                 | 1                  | 2     |
| 16   | Uruguay              | 0             | 1                 | 0                  | 1     |
| 16   | Belgique             | 0             | 1                 | 0                  | 1     |
| 18   | Chili                | 0             | 0                 | 1                  | 1     |
| 18   | Luxembourg           | 0             | 0                 | 1                  | 1     |
| 18   | Yougoslavie          | 0             | 0                 | 1                  | 1     |